# Microcentrum surinamense
Microcentrum surinamense är en insektsart som beskrevs av Piza Jr. 1980. Microcentrum surinamense ingår i släktet Microcentrum och familjen vårtbitare. Inga underarter finns listade i Catalogue of Life.